# Gent-Wevelgem/Kattekoers-Ieper 2024
De 86e editie van de Belgische wielerwedstrijd Gent-Wevelgem/Kattekoers-Ieper vond plaats op 21 april 2024. De wedstrijd startte en finishte in Ieper en was 182,9 kilometer lang. De wedstrijd maakte deel uit van de UCI Europe Tour, met de categorie 1.2U. Door die categorie was de wedstrijd enkel toegankelijk voor beloften. De Nederlander Huub Artz won na een solo van meer dan twintig kilometer.

## Uitslag
| Plaats  | Naam                    | Ploeg                         | Tijd     |
| ------- | ----------------------- | ----------------------------- | -------- |
| Winnaar | Huub Artz               | Wanty-ReUz-Technord           | 4u07'28" |
| 2       | Rasmus Søjberg Pedersen | Denemarken                    | + 1'14"  |
| 3       | Andrea Raccagni Noviero | Soudal Quick-Step Dev.        | z.t.     |
| 4       | Niklas Behrens          | Lidl-Trek Future              | z.t.     |
| 5       | Alessandro Borgo        | CTF Victorious                | z.t.     |
| 6       | Vlad Van Mechelen       | Dev. dsm-firmenich PostNL     | z.t.     |
| 7       | Gal Glivar              | UAE Team Emirates Gen Z       | z.t.     |
| 8       | Tobias Müller           | Duitsland                     | z.t.     |
| 9       | Lewis Bower             | Conti. Groupama-FDJ           | z.t.     |
| 10      | Mats Omloop             | Cycling Vlaanderen            | z.t.     |
| 11      | Mathieu Kockelmann      | Lotto Kern-Haus PSD Bank      | z.t.     |
| 12      | Wessel Mouris           | Metec-Solarwatt p/b Mantel    | z.t.     |
| 13      | Seppe De Clercq         | Basso Team Flanders           | z.t.     |
| 14      | Emiel Verstrynge        | Alpecin-Deceuninck Dev.       | z.t.     |
| 15      | Robert Donaldson        | Trinity                       | z.t.     |
| 16      | Léandre Lozouet         | Arkéa-B&B Hotels Conti.       | z.t.     |
| 17      | Steffen De Schuyteneer  | Lotto Dstny Dev.              | z.t.     |
| 18      | Sander Inion            | Gaverzicht-BE Okay-Van Mossel | z.t.     |
| 19      | Alessandro Romele       | Astana Qazaqstan Dev.         | z.t.     |
| 20      | Callum Thornley         | Trinity                       | z.t.     |